# Betty Akna
Beatriz Ekwunezi Ikuga (Madrid, 17 de febrero de 1980), conocida artistícamente como Betty Akna, es una cantante española de afro-fusión. Es hija de padre nigeriano y madre ecuatoguineana.

## Biografía
Ganadora en los premios AFRIMA, (All Africa Music Awards) 2015, en la categoría de "Best female artiste in african inspirational music" en Nigeria. Ganadora del premio PRESTIGIO CULTURAL 2017 en Portugal. Ganadora como "Mejor letrista " en los premios JONCHAM 2018 en Guinea Ecuatorial. Nominada como ¨Best female singer of Central Africa¨ en los premios AFRIMA, (All Africa Music Awards) 2014 y 2015, en Nigeria. Nominada como ¨Best female singer of Central Africa¨ en los premios AFRIMMA, (African Musik Magazine)  2015,  2016 y 2017, en Dallas, USA. Nominada como Cantante Revelación en los premios Canal d'Or 2017, en Camerún. Nominada a mejor artista femenina y mejor canción del año de Guinea Ecuatorial 2015 y 2016 en los premios Joncham. 
En octubre de 2022 se inició como actriz interpretando el papel de Ms. Sherman, (la directora de la academia) en el musical FAMA, en el teatroApolo de Barcelona y el teatro EDP de Madrid.
Participó en el programa LA VOZ 2020, donde aunque no superó la audición a ciegas, fue rescatada para participar en EL REGRESO, donde superó la primera ronda y finalmente perdió ante el ganador de esa edición,  Kelly Isaiah.
Es la fundadora y presidenta de la asociación MUSIC FOR LIFE, que dedica su labor a realizar actividades para la superación personal y programas anti-bullying para la infancia y juventud. Asociación MUSIC FOR LIFE

BIOGRAFÍA
Incursionó en el mundo de la música desde su infancia en el grupo de coral de una iglesia en Sabadell, Barcelona. Participó en un evento en memoria del 25° aniversario de la muerte de Martin Luther King en el que recibió buena acogida del público.
Su voz, que siempre había pasado desapercibida entre las demás del coro, mostró su verdadero potencial. A partir de ese momento, y sin ella planteárselo, comenzó su carrera musical como cantante solista. Ha cantado en muchas iglesias, de diferentes confesiones por todo el territorio español, ya que el estilo que más le ha gustado siempre ha sido el Góspel, y actuó en festivales internacionales, como el de Rock, de Berna, (Suiza) junto al grupo Petra.
Ha cantando en salas y teatros de gran prestigio como L’Auditori, el Palau de la Música, el TNC, el Círculo de Bellas Artes de Madrid, el Reial Cercle Artístic de Barcelona, y la sala Luz de Gas, entre otros lugares de España'. 
Gracias a la música ha viajado a varios países como Italia, Francia, Suiza, Nigeria, Camerún, República Dominicana y EE. UU. (Atlanta y Los Ángeles). También ha tenido participaciones televisivas y de radio como corista de los cantantes internacionales Joe Cocker y Julio Iglesias. Si existe una palabra con la que se pudiese describir a Betty es “voz”; una voz característica e inconfundible, dotada de una potencia y color que difícilmente deja indiferentes a los que la escuchan. En su recorrido musical ha interpretado temas del más variado estilo, como soul, blues, jazz, baladas, rock, funky…“A cantar se aprende cantando”, dice Betty Akna.
Ha participado en eventos como "Mis mundo turismo 2013", en la CAN femenina 2012, donde compuso la letra del tema "Mujer guineana", que se cantó en la ceremonia de inauguración. En la ceremonia inaugural de la Copa de África (CAF 2015), con otra composición propia titulada "Africa United", en una versión a capela, que interpretó junto a otras cantantes.
Participó con su himno "Africa United", en la ceremonia de entrega a la medalla de oro que la ciudad de Barcelona entregó a título póstumo a Nelson Mandela, el pasado 16 de abril de 2015, en la sala Cent del ayuntamiento de Barcelona. El 28 de junio de 2015, en CaixaForum Barcelona, hizo la presentación oficial del grupo vocal de Afro Gospel Ilina, ( significa alma o soul, en la lengua ndowé, de Guinea Ecuatorial)  del cual es fundadora y directora, en el concierto que ofreció en dicha sala.
Compuso su último trabajo discográfico  “Lembo La Mbôka Ame”. El disco es una fusión de ritmos tradicionales guineanos con reminiscencias europeas. La riqueza de los temas es tal que encontramos letras en ndôwe, español, inglés y francés.
Su single "I miss you" siendo fiel a su estilo fusión, combina el estilo balada pop, con la lengua ndowé, de Guinea Ecuatorial, el español y, tal como su título lo indica, el inglés. Y ha compuesto otros temas de fusión afro pop como No one like mama o African woman
Es presidenta de la asociación GUINEAUDIMUSIC, que utiliza la música como medio de reinserción de la infancia y adolescencia de Guinea Ecuatorial.